# سالومه (فیلم ۱۹۱۸)
سالومه (انگلیسی: Salomé) فیلمی در ژانر درام به کارگردانی جی. گوردون ادواردز است که در سال ۱۹۱۸ منتشر شد. از بازیگران آن می‌توان به ثیدا بارا، آلن راسکو، جنویو بلین و رکس اینگرام اشاره کرد.